# Elezioni presidenziali in Irlanda del 2018
Le elezioni presidenziali irlandesi del 2018 si sono tenute il 26 ottobre. Esse hanno visto la vittoria del Presidente uscente Michael D. Higgins, eletto per la prima volta nel 2011, che è stato rieletto con circa il 56% dei voti. Il suo secondo mandato ha avuto inizio l'11 novembre. Le elezioni si sono svolte contestualmente ad un referendum sull'abolizione del reato di blasfemia che ha avuto esito positivo.

## Risultati
| Candidati          | Partiti      | Voti      | %     |
| ------------------ | ------------ | --------- | ----- |
| Michael D. Higgins | Indipendente | 822 566   | 55,81 |
| Peter Casey        | Indipendente | 342 727   | 23,25 |
| Seán Gallagher     | Indipendente | 94 514    | 6,41  |
| Liadh Ní Riada     | Sinn Féin    | 93 987    | 6,38  |
| Joan Freeman       | Indipendente | 87 908    | 5,96  |
| Gavin Duffy        | Indipendente | 32 198    | 2,18  |
| Totale             | Totale       | 1 473 900 | 100   |